# Sexfläckig barkglansbagge
Sexfläckig barkglansbagge (Ipidia sexguttata) är en skalbaggsart som först beskrevs av F.Sahlberg 1834.  Sexfläckig barkglansbagge ingår i släktet Ipidia, och familjen glansbaggar. Enligt den finländska rödlistan är arten akut hotad i Finland. Arten har ej påträffats i Sverige. Artens livsmiljö är naturmoskogar.